# Platyrrhinus infuscus
Platyrrhinus infuscus es una especie de murciélago de la familia Phyllostomidae.

## Distribución geográfica
Se encuentra en Bolivia, al oeste de Brasil, Colombia, Ecuador y Perú.